# فرانكي فاندندريشه
فرانكي فاندندريشه (مواليد 7 أبريل 1971) هو لاعب كرة قدم. يلعب مع منتخب بلجيكا لكرة القدم. سبق له أن لعب في كأس العالم لكرة القدم مع منتخب بلاده.

## روابط خارجية
- فرانكي فاندندريشه على موقع الاتحاد الدولي (مؤرشف)  (الإنجليزية)
- فرانكي فاندندريشه على موقع الاتحاد البلجيكي (الإنجليزية)
- فرانكي فاندندريشه على موقع قاعدة بيانات كرة القدم.إي يو (الإنجليزية)
- فرانكي فاندندريشه على موقع ناشيونال فوتبول تيمز (الإنجليزية)
- فرانكي فاندندريشه على موقع عالم كرة القدم.نت (الإنجليزية)